# Franz Lütgenau
Franz Lütgenau (* 25. Oktober 1857 in Rheindorf bei Opladen; † 26. April 1931) war der erste Reichstagsabgeordnete der SPD im Wahlbezirk Dortmund.

## Leben
Am 25. Oktober 1857 wurde Lütgenau als Sohn eines Lehrers in Rheindorf bei Opladen geboren. Er besuchte in Rheindorf und Opladen die Schule und legte 1875 sein Abitur am Quirinus-Gymnasium in Neuss ab. Danach studierte Lütgenau Philosophie und Theologie an der Akademie Münster. Mit dem Studium romanischer Sprachen setzte er anschließend sein Studium an den Universitäten Berlin und Bonn fort. 1880 erfolgte die Promotion zum Dr. phil. und das Staatsexamen für das höhere Lehramt. Es folgte ein Referendariat und einjähriges Probejahr als Lehrer in Elberfeld. Nach vierjähriger Lehrtätigkeit in Potsdam schied er 1885 aus dem Beamtenverhältnis aus.
Inzwischen hatte Franz Lütgenau sich dem Sozialismus zugewandt, für den er sich fortan als Redner, Journalist und aktiver Politiker agitierte.

## Parteikarriere
1892 war Lütgenau Reichstagskandidat in Mecklenburg-Strelitz. Bis 1893 unternahm er als aktiver Sozialist Agitationsreisen in Thüringen und ab 1893 war er Chefredakteur der Rheinisch-Westfälischen Arbeiterzeitung in Dortmund. 1895 wurde er Mitglied des Reichstags. Vom Winter 1895 bis zum Frühjahr 1898 vertrat er den Wahlkreis Hörde als erster Sozialdemokrat des Ruhrgebiets im Reichstag. 1894 war er Vorsitzender des westfälischen Provinzialparteitags. Im August 1895 nahm er an der Beerdigung von Friedrich Engels in London teil. Außerdem war er Vorsitzender der SPD-Parteitage in Lütgenau (1896), Hörde (1897), Bochum (1898) und Hagen (1899). 1898 wurde er aus seiner Tätigkeit als Chefredakteur fristlos entlassen, 1899 aus der Partei ausgeschlossen und zog sich ins Privatleben zurück. 1901 war er in einen Unterschlagungsprozess verwickelt, der seine politische Laufbahn endgültig beendete. Fortan gab er privaten Sprachunterricht und lebte von Gelegenheitsaufträgen als freier Journalist. Nun fand er wieder Zeit für seine schriftstellerischen Neigungen.

## Weiteres Leben
Im Jahre 1900 gründete Lütgenau den Dortmunder Verein für Literatur und Kunst, den er bis 1928 als Vorsitzender leitete. 1904 gab er als verantwortlicher Redakteur und Verleger die Westfälische Revue für das geistige Leben, besonders für Literatur und Kunst heraus. Das Organ erschien halbmonatlich und widmete sich dem Bühnenleben Essens, Bochums, Dortmunds, Hagens und Elberfelds. Ebenso berichtete er im Dortmundischen Magazin und den Mitteilungen der Stadt- und Landesbibliothek Dortmund über das Theaterleben in Dortmund und Hagen.
1907 brachte er als Teilhaber des Kaufmanns Wilhelm Büring im Loki-Verlag unterschiedliche Druckerzeugnisse heraus: Bücher, Schriften, Karten, Noten, Kunstwerke. Im Juli 1913 gab Lütgenau gemeinsam mit Ewald Reincke die Kulturzeitschrift Westdeutsche Warte, die es, bedingt durch den Ersten Weltkrieg, nur auf acht Nummern brachte, heraus und war Mitbegründer und Geschäftsführer des Dortmunder Volkshochschulvereins, bei dem er Vorträge hielt und in Theaterveranstaltungen einführte. In den Kriegsjahren wurde er Aushilfslehrer in Dortmund.
Während des Ersten Weltkriegs gründete sich der Verband zur Förderung deutscher Theater-Kultur, dem er als Mitglied des Westfälischen Provinzialausschusses und Leiter zweier Ausschüsse (Werbung, Schule) der Dortmunder Ortsgruppe angehörte. Ab 1919 unterrichtete er als beamteter Oberlehrer und schließlich als Studienrat in Dortmund. 1920 schrieb er ein Geschichtslehrbuch, das allerdings nicht zur Publikation gelangte. So brachte ihm die Pensionierung 1923 doch noch jene finanzielle Unabhängigkeit, sich der ehrenamtlichen Erwachsenenbildung vor allem in der von ihm 1913 mitbegründeten Volkshochschule zu widmen.
Als die politische und wirtschaftliche Situation die Volkshochschulbewegung 1927 wieder aufleben ließ, gehörte er erneut zu den Initiatoren, die sich für die Neubelebung der Volkshochschule einsetzten. Er war Stellvertretender Vorsitzender und ab 1930 Erster Vorsitzender der Volkshochschule Dortmund. Während der Weimarer Republik war er wieder in die Partei aufgenommen worden, in der er bis Ende der 20er Jahre kommunalpolitisch wirkte (Mitglied des Bildungsausschusses der SPD für Groß-Dortmund).
1927 rief er die Freie Volksbühne Dortmund e.V. ins Leben, deren künstlerischem Ausschuss er vorstand. Geschäftsführer war Erich Grisar, der auch die Schriftleitung der Monatshefte übernahm, in denen die Aufführungen des Theater-Spielplans erläutert wurden. Lütgenau starb am 26. April 1931.
Die Grabstätte Lütgenaus findet auf dem Hauptfriedhof Dortmund in Feld 50.

## Ehrungen
In Dortmund ist die Franz-Lütgenau-Straße nach ihm benannt.

## Werke
- Jean Palsgrave und seine Aussprache des Französischen. Carthaus, Bonn 1880. (Bonn, Phil. Diss. 1880)
- Die Judenfrage ökonomisch und ethisch. Dümmler, Berlin 1893. Freimann-Sammlung
- Natürliche und soziale Religion. Dietz, Stuttgart 1894. (=Internationale Bibliothek 19) SLUB
- Die Jesuitenfrage. Eine politisch-geschichtliche Abhandlung zur Aufklärung des arbeitenden Volkes. Slomke, Bielefeld 1894.
- Der Essener Meineids-Prozeß vom 14. bis 17. August 1895. Vorwärts, Berlin 1895. Universität Köln
- Der Ursprung der Sprache. Eine sprachpsychologische Untersuchung. Hermann Seemann Nachfolger, Leipzig 1901. WWU Münster
- Darwin und der Staat. Thomas, Leipzig 1905.
- Shakespeare als Philosoph. Xenien Verlag, Leipzig 1909.
- Was wollen die Syndikalisten? Der Firn, Berlin 1920.
- Dortmund (1895-1928). In: Arbeiter-Jugend. Monatsschrift der Sozialistischen Arbeiterjugend Deutschlands. Arbeiterjugendverlag, Berlin 1928. 20. Jg. (1928), 7/8, BBF